# توماس ليفيت
توماس ليفيت هو دبلوماسي كندي، ولد في 1795، وتوفي في 1850.